# Жан VI де Руси
Жан VI де Руси (фр. Jean VI de Roucy), Жан VI де Пьерпон (Jean VI de Pierrepont; (1380/1385 — 25 октября 1415, в битве при Азенкуре) — граф Руси и Брены с 1395 года, сеньор Монмирайля с 1410 года из рода де Пьерпон.

## Биография
Родился 1380/85, сын Гуго де Руси (ум. 1395) и Бланш де Куси, дамы де Монмирайль (ум. 1410).
По рассказам средневековых историков, был высокого роста и обладал большой физической силой.
По преданию, около 1410 года убил львицу, которая убежала из клетки бродячих циркачей и наводила ужас на жителей коммуны Вильнёв. После этого коммуна стала называться Вильнёв-ла-Лион (Villeneuve-la-Lionne) (хотя имеются данные, что она и раньше так называлась).
В 1398 году женился на Изабелле де Монтагю (ум. 1429), даме де Маркусси и де Жермен, дочери Жана де Монтагю, сеньора де Монтагю, и его жены Жаклин де ла Гранж. Единственный ребёнок — дочь:
- Жанна де Руси (ум. 1459), графиня Руси и Брены, с 1414 года жена Роберта, сеньора де Коммерси.

Жан VI де Руси погиб в битве при Азенкуре 25 октября 1415 года. Жена перевезла его останки в Брену, где он и был похоронен в монастыре Сент-Иве.
Изабелла де Монтагю, которой к тому времени было около 30 лет, в 1416 году вторым браком вышла замуж за Пьера де Бурбона, сеньора де Прео.